# جيسيكا شوارز
جيسيكا شوارز (بالألمانية: Jessica Schwarz)‏ هي عارضة وممثلة ألمانية، ولدت في 5 مايو 1977 في ألمانيا.

## أعمال

### أفلام
- (2006)  قصة قاتل

## وصلات خارجية
- جيسيكا شوارز على موقع IMDb (الإنجليزية)
- جيسيكا شوارز على موقع ميتاكريتيك (الإنجليزية)
- جيسيكا شوارز على موقع روتن توميتوز (الإنجليزية)
- جيسيكا شوارز على موقع مونزينجر (الألمانية)
- جيسيكا شوارز على موقع قاعدة بيانات الأفلام العربية
- جيسيكا شوارز على موقع ألو سيني (الفرنسية)
- جيسيكا شوارز على موقع ميوزك برينز (الإنجليزية)
- جيسيكا شوارز على موقع أول موفي (الإنجليزية)
- جيسيكا شوارز على موقع قاعدة بيانات الأفلام السويدية (السويدية)
- جيسيكا شوارز على موقع ديسكوغز (الإنجليزية)